# Zoom cyfrowy

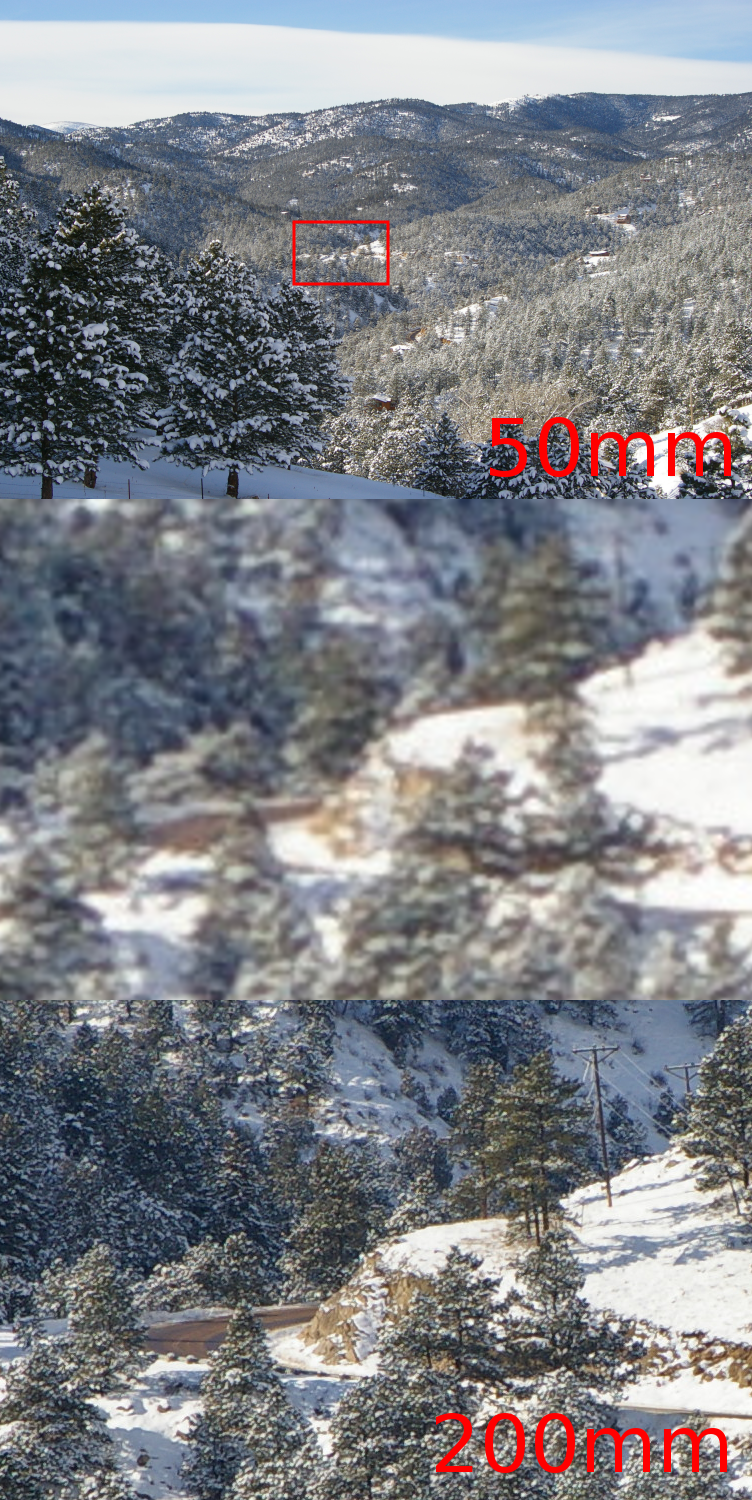
Zdjęcie środkowe wykonane zostało za pomocą cyfrowego przybliżenia fragmentu zdjęcia górnego, a dolne przez zastosowanie zoomu optycznego

Zoom cyfrowy – cyfrowa symulacja zmiany ogniskowej.
Polega on na zapisie proporcjonalnego wycinka obrazu z matrycy, niekiedy interpolowanego do rozmiarów całej matrycy. Przy użyciu zoomu cyfrowego można powiększyć obraz ponad możliwości układu optycznego. Wadą cyfrowego zoomu jest pogorszenie jakości robionego zdjęcia.